# João Carlos Campos Wisnesky

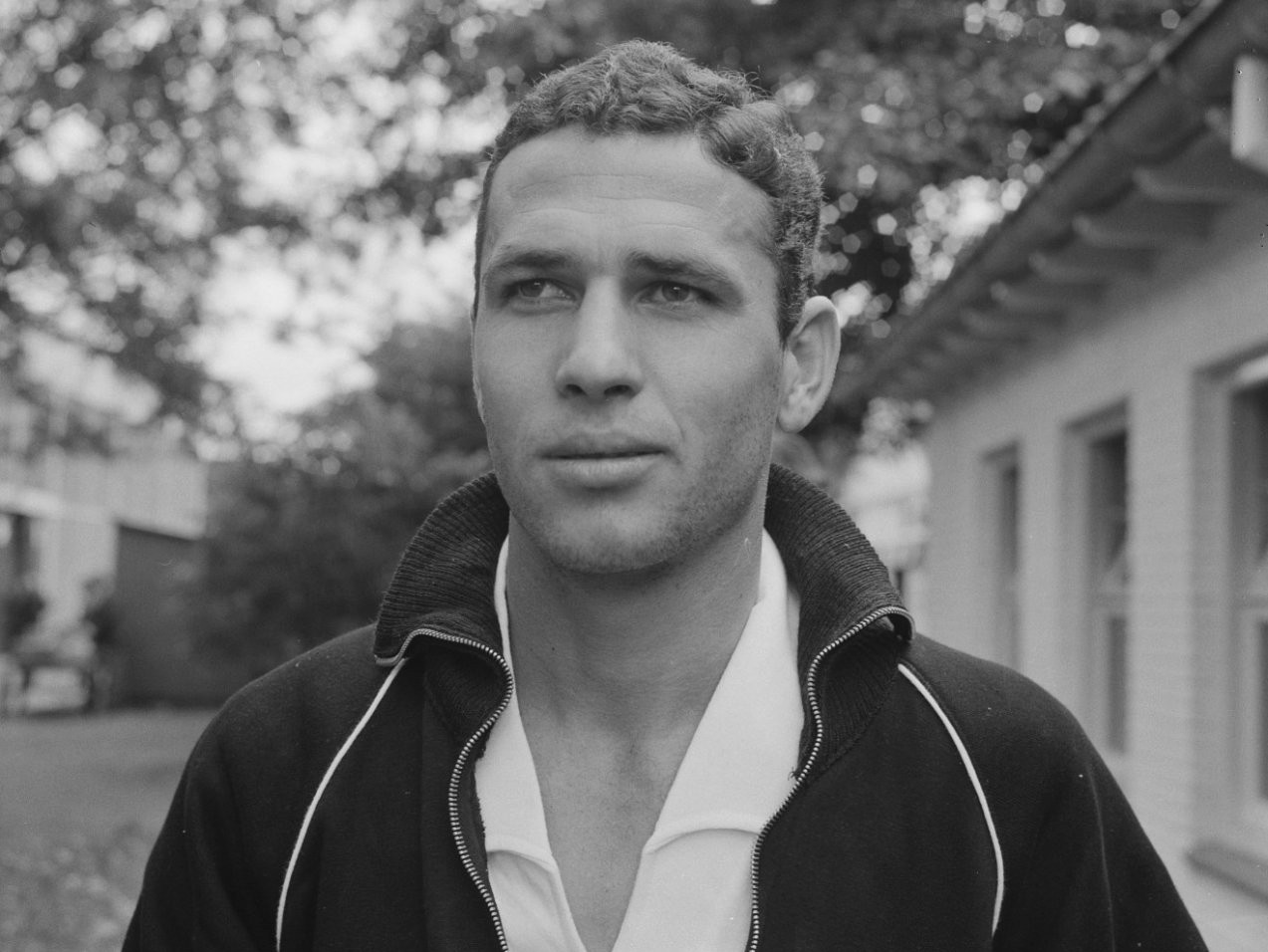
Carlos in 1965 als speler van Telstar

João Carlos Campos Wisnesky (Paquetá (Guanabara), 2 juni 1943) is een Braziliaans voormalig guerrillero en voetballer, tegenwoordig arts.
Wisnesky, die de voetbalnaam Carlos had, speelde in Brazilië bij FC Amerigo toen hij samen met Wilson da Silva Chagas (2 februari 1943, kortweg Wilson die bij Meridional speelde) naar Europa kwam. RSC Anderlecht wilde Carlos vastleggen maar de Belgen zagen niets in Wilson. Zo kwamen beiden in het seizoen 1965/66 bij Telstar te spelen. In Velsen speelde de aanvaller 18 wedstrijden waarin hij 8 doelpunten maakte. Wilson kwam slechts tot één wedstrijd en was meer actief als saxofonist en zat vaak op De Wallen. In het seizoen 1966/67 speelde Carlos bij het Franse AS Cannes waar hij in 21 wedstrijden 1 doelpunt maakte in de Ligue 2. 
Vanaf de herfst van 1967 ging hij geneeskunde studeren aan de Federale Universiteit van Rio de Janeiro (UFRJ). Hij raakte in Brazilië betrokken bij de communistische Araguaia-guerrilla in het Amazonegebied. Hij had de schuilnamen Paulo Paquetá en John Carlos Borgeth en zijn mede-guerrillero's kenden zijn echte naam niet. Hij ontkwam in 1973 op verdachte wijze aan het leger en was sindsdien verdwenen uit de guerrilla. Door het leger werd hij hierna neergezet als een verrader.  Hij liet in 1973 zijn verloofde Maria Célia Correa (Rosa), die hem in 1971 in de guerrilla gevolgd was, achter. Hij kende Correa van de UFLJ waar zij filosofie gestudeerd had. Zij werd op 2 januari 1974 gearresteerd en samen met twee anderen geëxecuteerd. Pas in 2003 werd ontdekt dat hij zich als arts gevestigd had in Niteroi, waar hij behandelingen met acupunctuur en shiatsu gaf.